# Transalpine Redemptoristen

Das Wappen des Instituts.

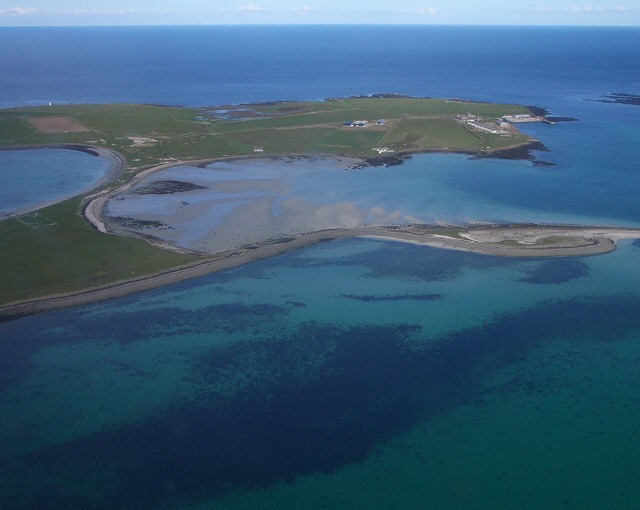
Papa Stronsay und das Kloster Golgotha.

Die Transalpinen Redemptoristen oder lateinisch Filii Sanctissimi Redemptoris („Söhne des Allerheiligsten Erlösers“), Ordenskürzel FSSR, sind eine Ordensgemeinschaft, welche die Liturgie in der außerordentlichen Form des römischen Ritus feiert.
Die Gemeinschaft wurde 1988 mit dem Segen des Erzbischofs Marcel Lefebvre gegründet. Bis 2008 blieb sie eng mit der Priesterbruderschaft St. Pius X. verbunden. Als ihre Berufung sehen die Transalpinen Redemptoristen an, nach der ursprünglichen Ordensregel und Lebensweise der Redemptoristen zu leben, wobei die Modernisierung der Redemptoristenregel von 1969 abgelehnt wird. 
Im Jahr 1999 erwarben die Transalpinen Redemptoristen die Insel Papa Stronsay, eine kleine Nebeninsel von Stronsay auf Orkney, renovierten die verfallenen Gebäude (im Wesentlichen das Herrenhaus und die umliegenden Gebäude der ehemaligen Fischereistation aus der Zeit des letzten Heringbooms im 19. Jahrhundert) und errichteten in der Gesamtanlage das Kloster Golgota. In den Folgejahren entstand eine kleine Siedlung aus Zellenhäusern, die den etwa 20 Mönchen der Gemeinschaft als Unterkunft dienen. Zur Sicherung ihrer wirtschaftlichen Existenz betreiben sie eine Schafzucht mit eigener Käserei, Fischfang und kommerziellen Gartenbau. Die Transalpinen Redemptoristen beteiligen sich nach eigenen Angaben stark am kulturellen und sozialen Leben der Inselgemeinde und tragen durch ihre handwerklichen Leistungen bei, dass das Stronsay Fish Mart Interpretation Centre mit dem angeschlossenen Independent Hostel unterhalten werden.
Nach Erlass des Motu Propio Summorum Pontificum durch Papst Benedikt XVI. suchte die Gemeinschaft beim Heiligen Stuhl um die volle Gemeinschaft mit der katholischen Kirche nach. Im Namen der Gemeinschaft bat ihr Oberer, Fr. Michael Mary Sim, am 18. Juni 2008 vor der päpstlichen Kommission Ecclesia Dei um Aufhebung der über sie verhängten Kirchenstrafen und erhielt am 26. Juni 2008 zustimmende Antwort. Am 1. Juli 2008 teilten die Transalpinen Redemptoristen die Einigung mit Rom öffentlich mit. Am 15. August 2012 erhielten sie vom Bischof von Aberdeen, Hugh Gilbert, O.S.B., die Anerkennung als Institut diözesanen Rechts.
Im Jahr 2024 wurden Ordensleute der Transalpinen Redemptoristen aus der Diözese Christchurch in Neuseeland ausgewiesen und es wurde ihnen untersagt, ihre priesterlichen Dienste in dieser Diözese auszuführen. Dies geschah durch den Bischof von Christchurch, Michael Andrew Gielen, welcher damit, nach einer Apostolischen Visitation, auf ein Schreiben des Ordensdikasteriums reagierte. Die Visitation fand statt, nachdem Medienberichte verlautbaren ließen, dass Mitglieder der Transalpinen Redemptoristen unerlaubt Exorzismen durchgeführt hätten.